# Рёмерия
Рёме́рия (лат. Roemeria) — род двудольных растений, входящий в семейство Маковые (Papaveraceae).

## Ботаническое описание
Представители рода — однолетние травянистые растения с млечным соком, покрытые щетинисто-волосистым опушением. Листья дважды перисто-рассечённые, дольки их от линейных до эллиптических.
Цветки ярко-красные или фиолетовые, обычно одиночные. Тычинки многочисленные, нитевидные, с овальными пыльниками. Плоды — длинные узкие коробочки, по форме напоминающие стручки. Раскрываются тремя — четырьмя (иногда пятью — шестью) створками.

## Ареал
Виды рода наиболее распространены в средиземноморском регионе. Некоторые виды — в Средней Азии, на Кавказе и в Иране. Растут по сухим глинистым склонам, садам, полям, залежам. Многие из них содержат алкалоид ремерин, который предположительно имеет какое-то родство с апоморфином и вызывает интерес как отхаркивающее средство.

## Таксономия
Род назван именем немецкого ботаника Иоганна Якоба Рёмера (1763—1819).

### Виды
- Roemeria carica A.Baytop
- Roemeria hybrida (L.) DC. — Рёмерия гибридная, или рёмерия помесная, или рёмерия фиолетовая
- Roemeria macrostigma Bien. ex Fedde
- Roemeria refracta DC. — Рёмерия отогнутая, или рёмерия преломлённая